# Memorial Hubert Wagner 2019
Il Memorial Hubert Wagner 2019 si è svolto dal 1º al 3 agosto 2019 a Cracovia, in Polonia: al torneo hanno partecipato quattro squadre nazionali e la vittoria finale è andata per la seconda volta al Brasile.

## Impianti
|                                                                     |  |  |
|                                                                     |  |  |
| Kraków Arena Città: Cracovia Capienza: 15 328 Anno d'apertura: 2014 |  |  |

## Regolamento

### Formula
La formula ha previsto un girone all'italiana.

### Criteri di classifica
Se il risultato finale è stato di 3-0 o 3-1 sono stati assegnati 3 punti alla squadra vincente e 0 a quella sconfitta, se il risultato finale è stato di 3-2 sono stati assegnati 2 punti alla squadra vincente e 1 a quella sconfitta.
L'ordine del posizionamento in classifica è stato definito in base a:
- Numero di partite vinte;
- Punti;
- Ratio dei set vinti/persi;
- Ratio dei punti realizzati/subiti;
- Risultati degli scontri diretti.

## Squadre partecipanti
| Squadra   | Qualificazione      | Ultima partecipazione       |
| --------- | ------------------- | --------------------------- |
| Brasile   | Wild card           | Memorial Hubert Wagner 2010 |
| Finlandia | Wild card           | Debutto                     |
| Polonia   | Paese organizzatore | Memorial Hubert Wagner 2018 |
| Serbia    | Wild card           | Memorial Hubert Wagner 2016 |

## Torneo

### Risultati
| 1º agosto 2019 Kraków Arena, Cracovia Durata: ? - Spettatori: ? | Polonia   | 3 - 1 | Serbia    | 25-22, 25-18, 22-25, 25-22 |
| 1º agosto 2019 Kraków Arena, Cracovia Durata: ? - Spettatori: ? | Brasile   | 3 - 0 | Finlandia | 25-15, 25-12, 25-16        |
| 2 agosto 2019 Kraków Arena, Cracovia Durata: ? - Spettatori: ?  | Polonia   | 1 - 3 | Brasile   | 20-25, 25-21, 27-29, 22-25 |
| 2 agosto 2019 Kraków Arena, Cracovia Durata: ? - Spettatori: ?  | Finlandia | 1 - 3 | Serbia    | 25-21, 20-25, 21-25, 26-28 |
| 3 agosto 2019 Kraków Arena, Cracovia Durata: ? - Spettatori: ?  | Serbia    | 0 - 3 | Brasile   | 22-25, 20-25, 14-25        |
| 3 agosto 2019 Kraków Arena, Cracovia Durata: ? - Spettatori: ?  | Polonia   | 3 - 0 | Finlandia | 25-19, 25-16, 25-19        |

### Classifica
| Pos. | Squadra   | Pt | G | V | P | SV | SP | Ratio | PF  | PS  | Ratio |
| ---- | --------- | -- | - | - | - | -- | -- | ----- | --- | --- | ----- |
| 1.   | Brasile   | 9  | 3 | 3 | 0 | 9  | 1  | 9,000 | 250 | 193 | 1,295 |
| 2.   | Polonia   | 6  | 3 | 2 | 1 | 7  | 4  | 1,750 | 266 | 241 | 1,103 |
| 3.   | Serbia    | 3  | 3 | 1 | 2 | 4  | 7  | 0,571 | 242 | 264 | 0,916 |
| 4.   | Finlandia | 0  | 3 | 0 | 3 | 1  | 9  | 0,111 | 189 | 249 | 0,759 |

## Classifica finale
| Pos | Squadra   | Rosa |
| --- | --------- | --- |
|     | Brasile   | Formazione: de Rezende, Kreling, W. de Souza, A. de Souza, Santos, M. de Souza, Saatkamp, Gualberto, Leal, D. de Souza, Lucarelli, Silva, Hoss, Nascimento, CT: Dal Zotto |
|     | Polonia   | |
|     | Serbia    | |
| 4.  | Finlandia | |

## Premi individuali
| Premio                | Nome             | Squadra   |
| --------------------- | ---------------- | --------- |
| MVP                   | Yoandy Leal      | Brasile   |
| Miglior attaccante    | Dawid Konarski   | Polonia   |
| Miglior muro          | Karol Kłos       | Polonia   |
| Miglior servizio      | Wallace de Souza | Brasile   |
| Miglior palleggiatore | Fabian Drzyzga   | Polonia   |
| Miglior ricevitore    | Maurício Silva   | Brasile   |
| Miglior libero        | Lauri Kerminen   | Finlandia |